# Lismore, Irland
Lismore (iriska: Lios Mór) är en ort i republiken Irland.   Den ligger i grevskapet Waterford och provinsen Munster, i den södra delen av landet, 180 km sydväst om huvudstaden Dublin. Lismore ligger 44 meter över havet och antalet invånare är 1 240.
Terrängen runt Lismore är platt åt sydväst, men åt nordost är den kuperad.Runt Lismore är det glesbefolkat, med 14 invånare per kvadratkilometer. Lismore är det största samhället i trakten. Trakten runt Lismore består i huvudsak av gräsmarker.